# Henry de Béthune
Henry de Béthune (* August 1604 in Rom; † 11. Mai 1680 in Bordeaux) war Bischof von Maillezais (1629–1646) und Erzbischof von Bordeaux (1646–1680).

## Leben

### Herkunft
Henry de Béthune stammte aus der alten, nordfranzösischen Adelsfamilie Béthune. Sein Vater, Philippe de Béthune, stand in Diensten der französischen Könige Heinrich III., Heinrich IV., Ludwig XIII. und bekleidete verschiedene Ämter, u. a. Botschafter beim Heiligen Stuhl in Rom (1601–1605), wo Henry de Béthune im August 1604 geboren und am 7. September 1604 in der Kirche St. Laurentius in Lucina getauft wurde. Sein Onkel war der (protestantische) Herzog von Sully, Finanzminister unter Heinrich IV.
Henry de Béthune war das vierte von fünf Kindern. Wie zu seiner Zeit üblich war er als jüngster Sohn für den geistlichen Stand bestimmt; sein jüngerer Bruder war früh verstorben.
Noch im Kindesalter wurden ihm die Benefizien dreier Klöster zugesprochen, darunter befand sich die Abtei Cadouin (Diözese Sarlat), wodurch die Familie ein weiteres sicheres Einkommen erhielt. Nach mehreren vergeblichen Anläufen wurde er 1626 zum Bischof von Bayonne ernannt, doch nahm de Béthune diesen Bischofssitz nie in Besitz. Laut Konkordat von 1516 stand es dem französischen Königshaus zu, die Bischöfe zu ernennen. Ab etwa Mitte des 16. Jahrhunderts bis zum Regierungsantritt Ludwig XIV. wurde eine große Anzahl der französischen Bischöfe aus vornehmen, adligen Familien gewählt. Die Erhebung eines der Familienmitglieder zum Bischof war als Belohnung für dem König erbrachte Dienste zu verstehen.

### Bischof von Maillezais
Am 23. März 1629 erfolgte dann seine Ernennung zum Bischof von Maillezais durch Ludwig XIII. Allerdings musste er die drei Abteien dem Amtsvorgänger Henri d’Escoubleau de Sourdis überlassen, der selber seinem verstorbenen Bruder auf dem Erzbischofssitz in Bordeaux nachfolgte.
Die Bischofsweihe erfolgte am 6. Januar 1630 in Paris in der Kirche der Feuillants. Der Konsekrator war der Pariser Erzbischof Jean-François de Gondi, Mitkonsekrator waren der Bischof von Nantes, Philippe Cospéan, sowie der Bischof von Luçon Emery de Bragelongue.
Die Reformbestrebungen seines Amtsvorgängers Henri de Sourdis setzte der gerade 26-jährige Bischof fort, visitierte alle Pfarreien seiner Diözese und führte 1635 und 1640 jeweils eine Diözesansynode durch. 1641 widersetzte er sich als gewählter Vertreter des ersten Standes der Kirchenprovinz Bordeaux auf der Versammlung des französischen Klerus in Mantes den finanziellen Forderungen Richelieus, was ihm die Anerkennung seiner Amtskollegen einbrachte, aber eine Abmahnung durch den Kardinal.
Der Bischofssitz wurde 1648 von Maillezais nach la Rochelle verlegt.

### Erzbischof von Bordeaux
Nach dem Tod des Erzbischofs von Bordeaux, Henry de Sourdis, ernannte die Regentin Anna von Österreich Henry de Béthune am 21. November 1646 zu dessen Nachfolger. Aber erst auf dem Konsistorium der Kardinäle vom 18. Mai 1648 wurde er bestätigt. Papst Innozenz X. sprach dem neuen Erzbischof das Pallium am 15. August 1648 zu. Wegen des schlechten Gesundheitszustandes des Vaters blieb er jedoch am Krankenbett bis zu dessen Tod. Erst am 6. Mai 1649 zog Henry de Béthune in Bordeaux ein, somit blieb der Bischofssitz zu Bordeaux de facto 4 Jahre lang vakant.
Die Reformbewegung seiner Vorgänger führte er weiter, hielt aber nur mehr eine Diözesansynode pro Jahr in Bordeaux ab. Die bis dahin übliche zweite Synode in Blaye hielt er nicht mehr für nötig.
Neben der Abhaltung von Diözesansynoden führte de Béthune zur Erneuerung des kirchlichen Lebens regelmäßige Visitationen durch, wodurch Missstände im Klerus und der Verkündigung aufgedeckt und teilweise beseitigt werden konnten. So besuchte er 1659 alle 52 Pfarreien der Archidiakonate Moulis und Lesparre. Das Ungleichgewicht der Aufteilung des Klerus bei der seelsorgerischen Versorgung zwischen Stadt und Land, besonders zugunsten Bordeaux, konnte er freilich nicht beseitigen. Den weiblichen und männlichen Ordensgemeinschaften stand er wohlwollend gegenüber, ebenso förderte er die Wallfahrten, besonders diejenige zum Marienwallfahrtsort Verdelais. Unter Henry de Béthune wurden erstmals auch so genannte „Missionen“ durchgeführt, deren Ziel darin bestand, die Bevölkerung wieder zum katholischen Glauben zurückzuführen. Der Erfolg der Verbesserung der kirchlichen Lage zeigte sich auch darin, dass die Anzahl der Bruderschaften ungebrochen anstieg.
Seine eher friedliche Natur befähigte ihn dazu, vermittelnd im kirchlichen wie politischen Bereich einzugreifen. So versuchte er gleich nach der Besitznahme des erzbischöflichen Stuhles in Bordeaux im Mai 1649 zwischen der Fronde und dem Gouverneur Epernon zu vermitteln, der ausgehandelte Frieden hielt aber nicht lange an. Gegenüber dem König verhielt er sich loyal, was verständlich scheint, da er vom Königshaus ernannt worden war. Béthune verließ während der kriegerischen Auseinandersetzungen die Stadt, um erst nach dem Friedensschluss vom 27. Juli 1653 nach Bordeaux zurückzukehren.
Während seiner langen Amtszeit nahm de Béthune an mehreren Versammlungen des französischen Klerus teil. 1665 wurde er zum Vizepräsidenten der Versammlung gewählt, 1676 leitete er 32 Sitzungen und überreichte danach dem französischen König Ludwig XIV. die Ergebnisse und kritischen Anmerkungen dieser Klerusversammlung.
Das bei den Aufständen der Fronde zerstörte erzbischöfliche Landschloss zu Lormont, vor den Toren von Bordeaux, ließ er ab 1655 wieder aufbauen.
Nach einem 30-jährigen unermüdlichen Wirken, durch das er versuchte, die tridentinische Kirchenreform seiner Vorgänger im Erzbistum fortzuführen, starb Henry de Béthune am 11. Mai 1680 in Bordeaux.